# 康西纽利欧宫
45°26′36.2″N 10°59′54.4″E / 45.443389°N 10.998444°E
康西纽利欧宫（Palazzo di Cansignorio），又称为法院宫（Palazzo del Tribunale）、卡皮塔尼奥宫（Palazzo del Capitanio），或Pretorio宫（Palazzo Pretorio），位于维罗纳古老的中世纪广场领主广场。

## 历史
这座宫殿由康西纽利欧·斯卡拉决定修建，可能完成于1363年。这座建筑原本是一个宫殿-城堡，在建筑的角落有三个大塔楼。由于它的壮观，在一些著作中被称为大宫（Grande）。
在威尼斯共和国时期，此处被选为统领（Capitano）官邸。宫殿的颈部开设了小剧场，是维罗纳罗马剧场之后的第一座剧场，向公众开放。后来该剧院被关闭，转向其他用途。这些作品大部分都是在16世纪。在奥地利的统治时期，建筑被用作法庭。 

## 建筑

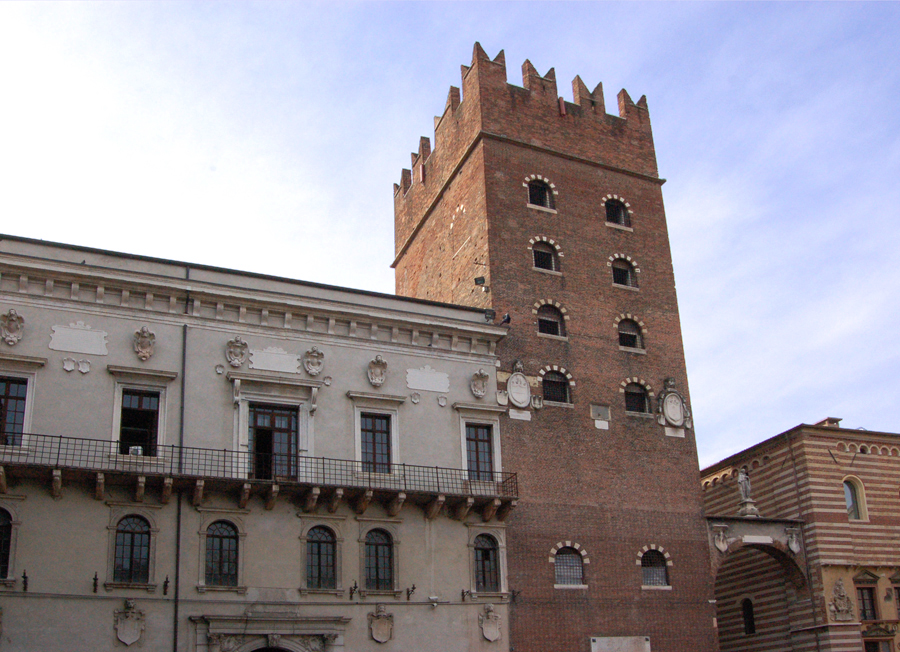
左侧，建筑物的最新组成部分，和14世纪中叶古塔

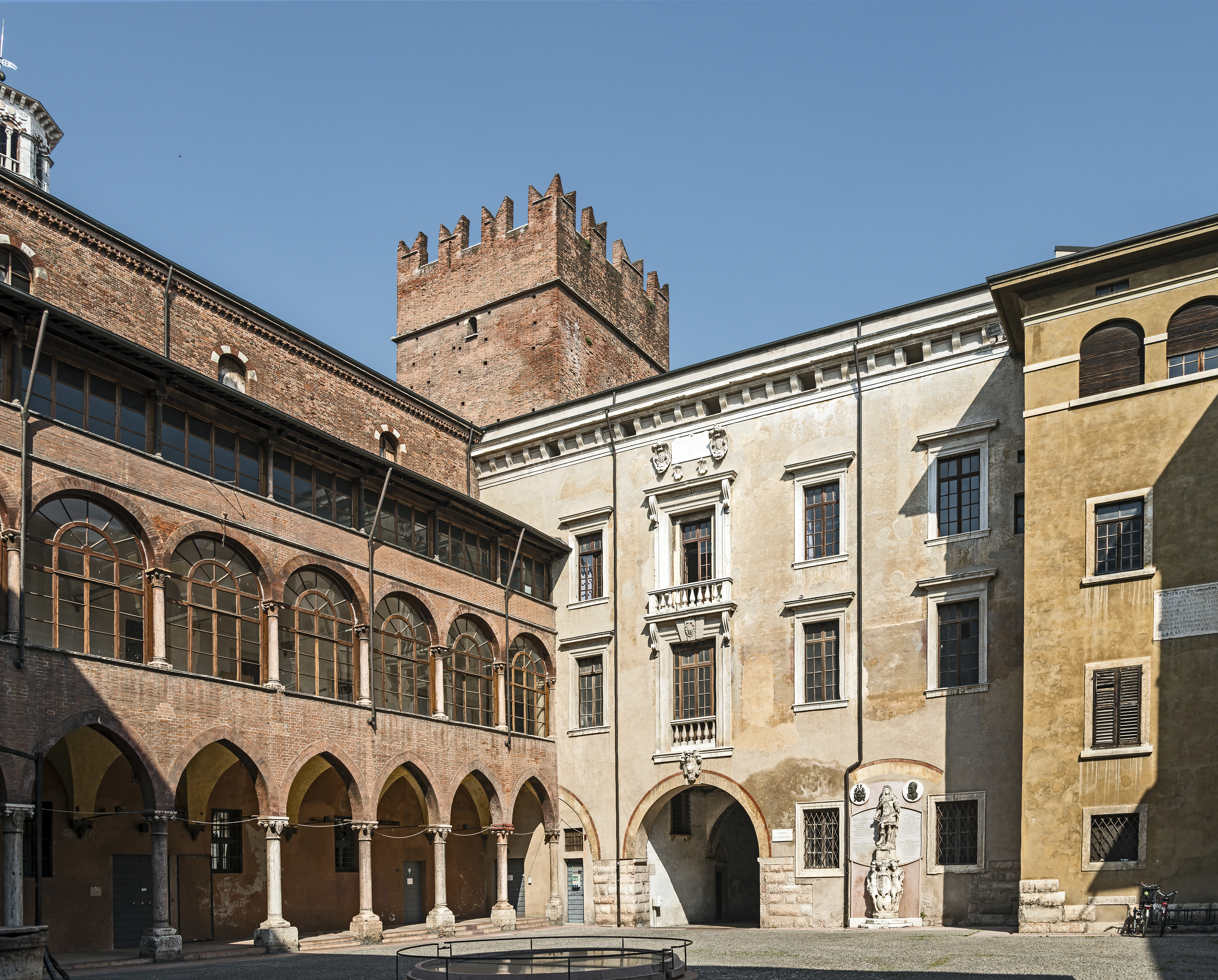
Cortile del Tribunale 庭院

除了塔楼之外，建筑的其余部分可以追溯到16世纪，另有一部分在1882年重建，呈现古典主义外观，拥有科林斯柱式。院内的阳台建于1476年。
建筑物上有一个纪念罗马陷落一周年的牌匾：  
Ci siamo e ci resteremo——我们是，我们还将是独立战争的老战士 - 1871年9月20日